# Mi’ilja
Mi’lija (hebr. מעיליא; arab. معليا; ang. Jish, lub także Mi’ilya) – samorząd lokalny położony w Dystrykcie Północnym, w Izraelu.

## Położenie
Miejscowość Mi’lija jest położona na wysokości 512 metrów n.p.m. w zachodniej części Górnej Galilei, na północy Izraela. Leży na południowych zboczach wzgórza Har Ziv (569 m n.p.m.). Na północ od niego przebiega głębokie wadi strumienia Keziw. Po stronie południowej wznoszą się wzgórza Tel Kada (507 m n.p.m.) i Har Eger (506 m n.p.m.). Na zachodzie teren jest mocno pofałdowany. Z tamtejszych wzgórz spływają w kierunku zachodnim liczne strumienie. Okoliczne wzgórza są zalesione. W otoczeniu Mi’lija znajdują się miasto Ma’alot-Tarszicha, moszawy Me’ona, En Ja’akow, Manot, Goren, Szomera i Ewen Menachem, oraz wioski komunalne Newe Ziw, Micpe Hilla, Gornot ha-Galil i Abbirim.

### Podział administracyjny
Mi’lija jest położona w Poddystrykcie Akki, w Dystrykcie Północnym.

## Demografia
Zgodnie z danymi Izraelskiego Centrum Danych Statystycznych w 2011 roku w Mi’lija żyło ponad 2,9 tys. mieszkańców, z czego 99,9% Arabowie chrześcijanie i 0,1% Arabowie muzułmanie. Wskaźnik wzrostu populacji w 2011 roku wynosił 0,0%. Zgodnie z danymi Izraelskiego Centrum Danych Statystycznych średnie wynagrodzenie pracowników w Mi’lija w 2009 roku wynosiło 6415 ILS (średnia krajowa 7070 ILS).
| Wiek (w latach) | Procent populacji w % |
| --------------- | --------------------- |
| 0 – 4           | 7,8                   |
| 5 – 9           | 8,7                   |
| 10 – 14         | 9,1                   |
| 15 – 19         | 7,2                   |
| 20 – 29         | 13,4                  |
| 30 – 44         | 21,8                  |
| 45 – 59         | 15,5                  |
| 60 – 64         | 3,7                   |
| 65 –            | 12,8                  |

Źródło danych: Central Bureau of Statistics.

## Historia

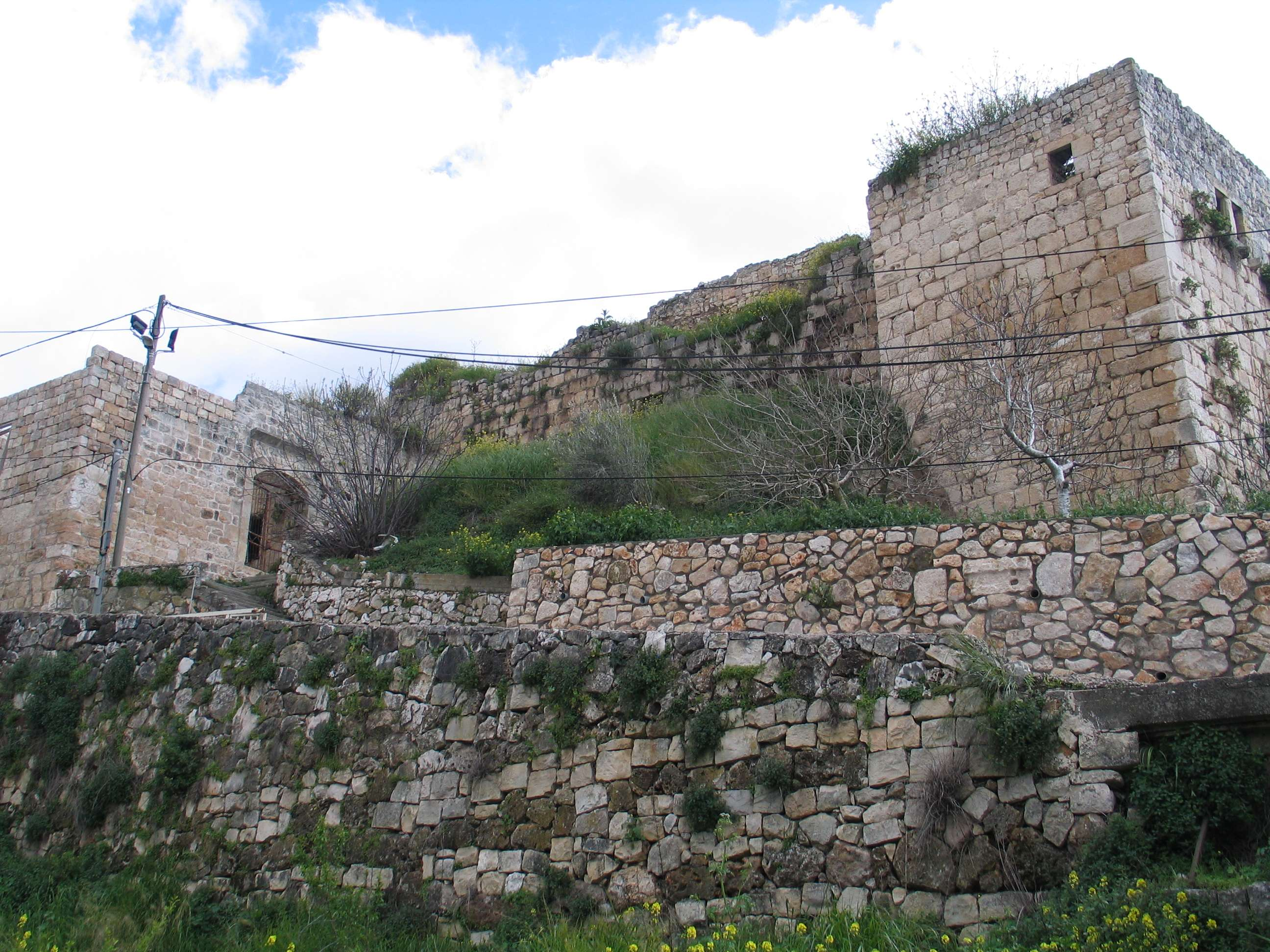
Ruiny zamku krzyżowców w Mi’liji

Wykopaliska archeologiczne prowadzone w Mi’liji pokazują obecność śladów osadnictwa z epoki brązu i epoki żelaza, a także z okresu hellenistycznego, rzymskiego, bizantyjskiego, krzyżowców, mameluków i Imperium Osmańskiego. Około 1160 roku krzyżowcy wybudowali tutaj zamek obronny Castellum Regis. W Średniowieczu w wiosce osiedlili się chrześcijanie z sąsiedniego Libanu. W 1596 roku w wiosce Mi’lija znajdowało się 15 muzułmańskich gospodarstw domowych i 2 gospodarstwa chrześcijańskie. Mieszkańcy utrzymywali się z upraw pszenicy, jęczmienia, oliwek, oraz hodowli kóz i uli. W wyniku I wojny światowej w 1918 roku cała Palestyna przeszła pod panowanie Brytyjczyków. Przyjęta 29 listopada 1947 roku Rezolucja Zgromadzenia Ogólnego ONZ nr 181 w sprawie podziału Palestyny przyznawała ten rejon państwu arabskiemu. Podczas wojny domowej w Mandacie Palestyny na początku 1948 roku w okolicy tej stacjonowały siły Arabskiej Armii Wyzwoleńczej, które paraliżowały żydowską komunikację w całym obszarze Galilei. Podczas I wojny izraelsko-arabskiej Izraelczycy przeprowadzili Operację Hiram, w trakcie której w dniu 29 października 1948 roku zajęli wioskę. W odróżnieniu od wielu innych arabskich wiosek w Galilei, Mi’lija nie została zniszczona, a jej mieszkańcom pozwolono pozostać. Dzięki temu wioska zachowała swój pierwotny charakter. W 1957 roku Mi’lija otrzymała status samorządu lokalnego. Podczas II wojny libańskiej na miejscowość spadły rakiety wystrzelone przez organizację terrorystyczną Hezbollah z terytorium Libanu.

## Symbole
Herb miejscowości jest w kształcie tarczy. W jej centralnej części umieszczono górę z pobliskim zamkiem Montfort. Powyżej umieszczono nazwę miejscowości pisaną w języku hebrajskim.

## Polityka
Siedziba władz samorządowych znajduje się w południowo-wschodniej części miejscowości.

## Architektura
Miasteczko posiada typową arabską architekturę, charakteryzującą się ciasną zabudową i wąskimi, krętymi uliczkami. Zabudowa powstawała bardzo chaotycznie, bez zachowania jakiegokolwiek wspólnego stylu architektonicznego. Górskie położenie powoduje rozproszenie zabudowy i utrudnia stworzenie jednolitej infrastruktury. Większość miasteczka ma zabudowę typowo wiejską.

## Kultura
W miejscowości jest ośrodek kultury oraz biblioteka publiczna.

## Edukacja i sport
W miejscowości znajduje się szkoła podstawowa, w której w 2010 roku uczyło się w nich ponad 400 uczniów. Średnia uczniów w klasie wynosiła 26. Przy szkole jest usytuowane boisko i sala sportowa.

## Turystyka
W pobliżu jest położony rezerwat przyrody strumienia Keziw.

## Gospodarka
Podstawą lokalnej gospodarki pozostaje rolnictwo, chociaż coraz większą rolę odgrywają usługi, handel i obsługa ruchu turystycznego. W rolnictwie dominuje uprawa upraw tytoniu i oliwek. Wielu mieszkańców pracuje w okolicznych strefach przemysłowych.

## Transport
Z miejscowości wyjeżdża się na południe na drogę ekspresową nr 89, którą jadąc na zachód dojeżdża się do wioski Newe Ziw, lub na południowy wschód do miasta Ma’alot-Tarszicha i moszawu Me’ona. Lokalną drogą prowadzącą na północny zachód dojeżdża się do wioski Micpe Hilla.